# زائرسرا امامزاده
بنای زائر سرا امامزاده مربوط به دوره صفوی است و در دهدشت، جنب امامزاده معصوم واقع شده و این اثر در تاریخ ۲۵ اسفند ۱۳۷۹ با شمارهٔ ثبت ۳۵۶۰ به‌عنوان یکی از آثار ملی ایران به ثبت رسیده است.